# Le Jeune Karl Marx
Pour plus de détails, voir Fiche technique et Distribution.
Le Jeune Karl Marx est un film biographique franco-germano-belge réalisé par Raoul Peck, sorti en 2017.

## Synopsis
En 1844, Karl Marx, jeune journaliste et philosophe de 26 ans, est victime de la censure en Allemagne. Il s’exile à Paris avec sa femme Jenny von Westphalen. Ils y font la rencontre de Friedrich Engels, fils révolté d’un riche industriel allemand. Le trio va alors décider qu'il faut changer le monde et débutent la rédaction d'une œuvre qui accompagnera les multiples révoltes ouvrières en Europe : le Manifeste du Parti communiste.

## Fiche technique
Sauf indication contraire, les informations mentionnées dans cette section peuvent être confirmées par la base de données cinématographiques IMDb,  présente dans la section « Liens externes ».
- Titre français original : Le Jeune Karl Marx
- Titre allemand : Der junge Karl Marx
- Réalisation : Raoul Peck
- Scénario : Raoul Peck et Pascal Bonitzer
- Photographie : Kolja Brandt
- Montage : Frédérique Broos
- Direction artistique : Merlin Ortner
- Décors : Frédéric Delrue et Nele Jordan
- Musique : Alexeï Aïgui
- Costumes : Paule Mangenot
- Production : Nicolas Blanc, Rémi Grellety, Robert Guédiguian, Raoul Peck
- Coproduction : Benny Drechsel, Patrick Quinet et Karsten Stöter
- Production associé : Philippe Logie
- Sociétés de production : Agat Films & Cie, Velvet Film, Rohfilm et Artémis Productions, en association avec les SOFICA Indéfilms 4 et SofiTVciné 3
- Société de distribution : Diaphana Films (France), K-Films Amérique (Canada)
- Pays d'origine :  France,  Allemagne,  Belgique
- Langues originales : allemand, français et anglais
- Genre : drame, biographique, historique
- Dates de sortie :
  - Allemagne : 12 février 2017 (Berlinale 2017), 2 mars 2017 (sortie en salles)
  - France : 27 septembre 2017
  - Canada : 13 octobre 2017

## Distribution
- August Diehl : Karl Marx

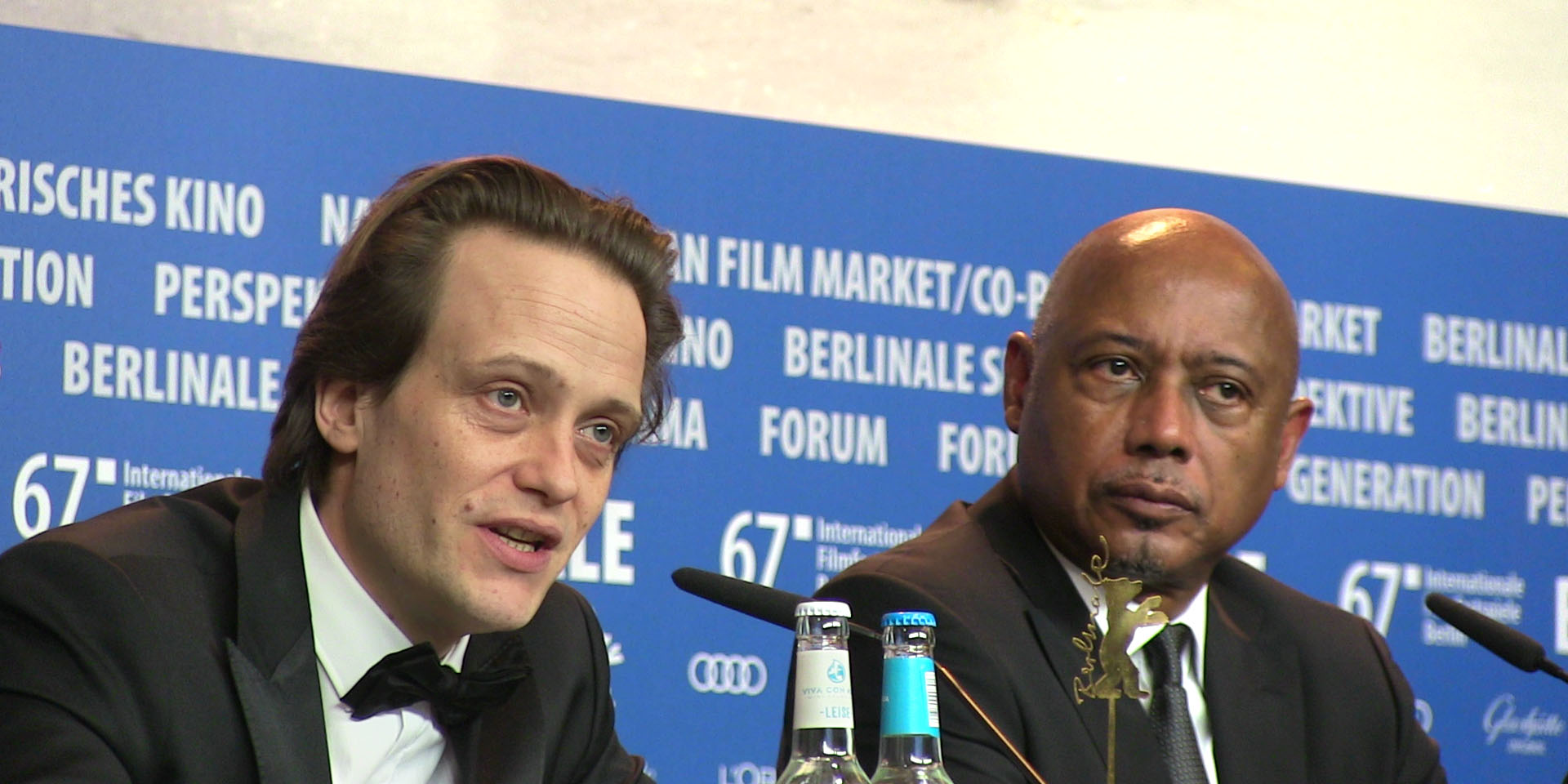
August Diehl et Raoul Peck lors de la présentation du film à la Berlinale 2017, en février 2017.

- Stefan Konarske : Friedrich Engels
- Vicky Krieps : Jenny von Westphalen
- Olivier Gourmet : Pierre-Joseph Proudhon
- Hannah Steele (en) : Mary Burns
- Alexander Scheer : Wilhelm Weitling
- Hans-Uwe Bauer (de) : Arnold Ruge
- Michael Brandner (de) : Joseph Moll
- Ivan Franek : Mikhaïl Bakounine
- Peter Benedict (de) : Friedrich Engels père (de)
- Elsa Mollien (es) : Sybille Hess
- Marie Meinzenbach (de) : Lenchen
- Niels Bruno Schmidt (de) : Karl Grün (de)
- Rolf Kanies : Moses Hess
- Éric Godon : le contremaître
- Annabelle Lewiston : Lizzie Burns
- Damien Marchal : Pavel Annenkov
- Geoffrey Fagniart : L'homme avec l'enfant

## Distinctions

### Prix
- Festival International du Film de Fiction Historique 2017 :
  - Meilleur film
  - Meilleur scénario
- Traverse City Film Fest
  - Grand Prix Founders : 2017[1]

### Sélection
- Berlinale 2017 : hors compétition